# EWTN
La Eternal Word Television Network, più comunemente conosciuta con le sue iniziali EWTN, è una rete televisiva statunitense via cavo che presenta in tutto il mondo una programmazione a tema cattolico. È stata fondata da Madre Angelica, dell'ordine delle clarisse sacramentarie, nel 1980 e ha iniziato a trasmettere il 15 agosto 1981 da un garage presso il monastero della Madonna degli angeli in Irondale, Alabama, che Mother Angelica fondò nel 1962. Ha trasmesso il suo show, Mother Angelica Live, fino a quando non subì un grave Ictus e altri problemi di salute nel settembre 2001. Questi programmi vengono replicati attualmente sia come Best of Mother Angelica Live che come Mother Angelica Live Classics. Da allora fino alla sua morte, la domenica di Pasqua del 2016, ha diretto una vita claustrale al Santuario del Santissimo Sacramento ad Hanceville, Alabama.
La rete, attraverso canali televisivi diocesani in altri Paesi cattolici, si autodefinisce come EWTN: The Global Catholic Network. I programmi regolari includono un formato giornaliero Santa Messa e talvolta Messa tridentina, la tradizionale Via Crucis, una recita giornaliera registrata del Rosario, e notizie giornaliere e settimanali, discussione e programmi di Catechesi per adulti e bambini. Programmazione Natale e Pasqua; le Messe di ordinazione di vescovi e cardinali; coperture della Giornata mondiale della gioventù; e anche del Papa le visite, morti, funerali, conclavi e elezioni. EWTN ha anche una presenza sulla 
radio satellitare e a onde corte. Le trasmissioni in lingua spagnola sono disponibili su tutte le piattaforme. L'8 dicembre 2009, EWTN ha iniziato a trasmettere in HD.
L'attuale presidente del consiglio di amministrazione e amministratore delegato della rete è Michael P. Warsaw. La rete ha fiduciari, non ha azionisti o proprietari. La maggior parte del finanziamento della rete proviene dalle donazioni degli spettatori, per cui pubblicizza "di essere supportato al 100% dagli spettatori", e impedisce di trasmettere pubblicità laica o non cattolica. La tradizionale richiesta di donazioni è "Mettici tra le fatture di gas e bolletta elettrica". Secondo padre Andrew Apostoli, conduttore televisivo di "EWTN: Sunday Night Prime", il detto deriva dalla pratica di Madre Angelica che chiedeva a Gesù Cristo per l'aiuto finanziario, inserendo una lettera di richiesta tra la bolletta del gas e quella dell'elettricità (a volte gas e bolletta del telefono). Il detto è stato successivamente adottato per i benefattori che donano a EWTN, in risposta alla propagazione del suo ministero.
L'EWTN contribuisce anche alla pubblicazione del giornale "National Catholic Register", che ha acquisito nel gennaio 2011, e ai rapporti di Catholic News Agency, di cui è anche proprietario. La rete mantiene una presenza online attraverso il suo sito principale, EWTN.com, e ha un sito commerciale dedicato, EWTNReligiousCatalogue.com.
A partire dal 2017, Michael P. Warsaw, che è un consultore del Dicastero per la comunicazione del Vaticano, guida EWTN.

## Sviluppo
Madre Angelica fece la sua professione dei voti nel 1953. Nel 1962 si stabilì nel monastero di Nostra Signora degli Angeli. Durante gli anni 1970, lei fu una lettrice richiesta e produsse pamphlet e nastri audio e video. È stata ospite nell'emittente locale WBMG (attualmente WIAT, Canale 42), e in programmi su Christian Broadcasting Network e Trinity Broadcasting Network. Dopo aver dato un'intervista sull'emittente poi cristiana WCFC (Canale 38) a Chicago, decise di volere una sua rete. "Sono entrata, ed era solo un piccolo studio, e ricordo che ero sulla soglia e pensavo: 'Non ci vuole molto per raggiungere le masse'. Sono semplicemente rimasta lì e ho detto al Signore: 'Signore, io 'devo avere uno di questi'".
Madre Angelica acquistò lo spazio per il satellite e EWTN iniziò a trasmettere il 15 agosto 1981, con quattro ore di programmazione giornaliera, che includevano il suo spettacolo,  Mother Angelica Live  (in onda bisettimanale), una messa domenicale e repliche di vecchi programmi cattolici come quello dell'arcivescovo Fulton J. Sheen  Life Is Worth Living . Il resto del tempo è stato riempito con spettacoli prodotti dalle diocesi in tutto il paese, programmi protestanti, qualora non contraddicessero gli insegnamenti cattolici, e spettacoli per bambini come Joy Junction e The Sunshine Factory. Circa un terzo del tempo di programmazione consisteva in contenuti secolari, come la riproposizione di The Bill Cosby Show, film di pubblico dominio e spettacoli a tema culinario e western. EWTN alla fine aumentò il suo tempo di trasmissione a sei ore al giorno, e poi a otto ore al giorno nel 1986. Il contenuto secolare fu gradualmente ridotto dal 1986 al 1988 e distribuzione via satellite fu ampliata alla fine del 1987, dopo di che EWTN acquisito un canale satellitare molto più ricevibile e ha iniziato a trasmettere 24 ore su 24. A questo punto, EWTN ha iniziato a trasmettere la preghiera del Rosario giornalmente e ha aggiunto una serie di programmi educativi. La produzione interna della programmazione originale è aumentata gradualmente. La Messa veniva trasmessa ogni giorno nel 1991 da una cappella nel parco del monastero. La maggior parte degli spettacoli provenienti da fonti non cattoliche furono eliminati e gradualmente si sviluppò un'immagine più teologica.

## Radio
Nel 1992, EWTN ha lanciato la più grande stazione radiofonica a onde corte privata, la WEWN, nelle vicinanze di Birmingham, Alabama.
Nel 1996, Madre Angelica annunciò che EWTN avrebbe reso il suo segnale radiofonico disponibile via satellite alle stazioni AM e FM in tutti gli Stati Uniti gratuitamente.
Nel 1999, i programmi includevano Mother Angelica Live e Life Is Worth Living con Fulton J. Sheen. WGSN a North Myrtle Beach, Carolina del sud, era un affiliato. Gli attuali programmi radiofonici includono Open Line in cui i chiamanti possono avere risposte alle loro domande riguardo alla Fede Cattolica.
Nel 2004, EWTN ha annunciato un accordo con Sirius Satellite Radio, che successivamente si è fusa con XM Radio per diventare Sirius XM Radio. Le trasmissioni di EWTN sono sul canale 130 su Sirius XM Radio.
A partire dal 2016, EWTN Radio è affiliata con più di 350 stazioni negli Stati Uniti e più di 500 stazioni in tutto il mondo.

## Giornali
Nel gennaio 2011, EWTN ha acquisito il National Catholic Register, un giornale fondato a Denver, Colorado, nel 1924 come periodico per i cattolici locali, e che divenne una pubblicazione nazionale tre anni dopo. EWTN ne ha ufficialmente assunto il controllo totale il 1 febbraio 2011. EWTN possiede anche "Catholic News Agency", che è un servizio di notizie cattoliche con uffici in America, America Latina ed Europa.

## Copertura delle notizie
Il dipartimento di notizie di EWTN produce un servizio di notizie giornaliere per la televisione e la radio, con fonti tra cui la Radio Vaticana. Produce anche "The World Over Live", che riporta gli eventi attuali rilevanti. Il giornalista e autore Raymond Arroyo, che è il direttore delle notizie di EWTN, conduce il programma. Il programma è conservatore nel suo orientamento politico e generalmente conservatore nel suo orientamento religioso. Tra gli ospiti degni di nota figurano Robert Rector della Heritage Foundation, l'autore e attivista George Weigel, la commentatrice politica Laura Ingraham, il commentatore politico conservatore Pat Buchanan e l'ultimo editorialista e commentatore Robert Novak, Ebreo convertito alla fede cattolica.

## Storia della programmazione
Nella sua storia iniziale, EWTN trasmetteva programmi cattolici da una grande varietà di fonti cattoliche, che spaziavano dalla programmazione carismatica cattolica, come quella di Michael Manning, a programmi incentrati su riforma sociale e giustizia sociale, come Christopher Closeup, e programmi dottrinali condotti da chierici.
All'inizio degli anni '90, EWTN ha iniziato a produrre più programmi propri. Questo sforzo ha segnato uno spostamento considerevolmente conservatore nel suo orientamento generale, con i programmi progressisti su temi di riforma e giustizia siciale progressivamente eliminati e sostituiti da programmi di dottrina e di dialogo. Lo spostamento fu evidente nella trasmissione quotidiana della Messa, che, nel 1992, iniziò a incorporare parti in latino nella liturgia, e gradualmente a eliminare la musica contemporanea. Alcune Messe non telate sono totalmente in Inglese e alcune includono musica più contemporanea. La Vigilia di Natale del 1993, Madre Angelica e le suore del suo ordine sono tornate ai tradizionali abiti. Dal 1992 in poi, le parti in Latino della Messa includevano il Gloria, l'introduzione delle letture del Vangelo, il Sanctus e il resto della Messa dopo il Grande Amen, iniziando con il Padre nostro.
Tra i suoi programmi settimanali importanti ci sono The Journey Home e Life on the Rock. The Journey Home, condotto da Marcus Grodi, presenta convertiti alla fede cattolica. Grodi stesso è un ex ministro presbiteriano  convertitosi alla Fede Cattolica nel 1992. Sebbene molti ospiti siano ex Protestanti, ex membri di fedi non-Cristiane (come il Giudaismo) ed ex atei appaiono occasionalmente. Life on the Rock è condotto dal Rev. Mark Mary, dei MFVA e Doug Barry.
Il feed HD è diventato disponibile per i clienti Comcast in Richmond, in Virginia, e nelle vicinanze l'11 maggio 2010.
Nell'ottobre 2011, EWTN è diventato disponibile tramite lo streaming player Roku. Il lettore offre sei canali live di EWTN senza costi, tra cui in Inglese, Spagnolo e Tedesco, consentendo agli utenti di visualizzare il canale sulle loro televisioni. Inoltre, selezionando i programmi EWTN, possono essere visualizzati tramite l'opzione video on demand, e un feed live di EWTN Radio è disponibile.
Spesso EWTN trasmette una programmazione speciale: programmi specifici per le vacanze; copertura delle morti di Papi; il Conclave papale, 
le elezioni, inaugurazioni e visite; le Messe della Vigilia di Natale, di Natale e di Pasqua; ordinazioni di vescovi, arcivescovi e cardinali; e la Giornata mondiale della gioventù.
Il notiziario serale è condotto dalla giornalista veterana Lauren Ashburn, che era in precedenza con Fox News. Il programma è prodotto da Rodney Harris e Anna Laudiero.

## Critiche
In un episodio del 1993 di Mother Angelica Live, Madre Angelica ha aspramente criticato una rievocazione mimata della Via Crucis nella Giornata mondiale della gioventù a Denver, in Colorado, con il papa Giovanni Paolo II. Madre Angelica era arrabbiata perché una donna stava interpretando Gesù. L'arcivescovo Rembert Weakland della Arcidiocesi di Milwaukee ha criticato a sua volta il commento di Madre Angelica come "una delle più vergognose, non cristiane, offensive e discordanti diatribe che abbia mai sentito". Madre Angelica ha risposto:  "Non pensava che una donna che interpretasse Gesù fosse offensiva? Può andare a mettere la testa nel water sul retro per quanto mi riguarda!"
Nel 1997, Madre Angelica ha criticato pubblicamente il Cardinale Roger Mahony, allora Arcivescovo della Arcidiocesi di Los Angeles, per la sua lettera pastorale sull'Eucaristia, "Raccogliere fedelmente insieme: una guida per la messa domenicale", che ha percepito come una mancanza di enfasi sulla transustanziazione: "Temo che la mia obbedienza in quella diocesi sarebbe assolutamente zero e spero che lo sia per tutti gli altri in quella diocesi". Il cardinale Mahony ha considerato i suoi commenti come inappropriati accusandola di eresia. Madre Angelica in seguito si è scusata pubblicamente per i suoi commenti.
Nel 1999, il vescovo David Edward Foley della Diocesi di Birmingham, Alabama, emanò un decreto che proibiva ai sacerdoti della sua diocesi di celebrare la Messa ad orientem (che letteralmente significa "verso oriente" ma in questo caso significa con le spalle al popolo) nella maggior parte dei casi. Sebbene il decreto non nominasse mai EWTN, sostenitori e critici hanno generalmente concordato sul fatto che il decreto, che si applicava a "…qualsiasi Messa che sia o sarà trasmessa per trasmissione o videoregistrata per la diffusione pubblica", sia stato specificamente indirizzato a EWTN. Il vescovo Foley ha affermato che la pratica del sacerdote che si allontana dalla congregazione "equivale a fare una dichiarazione politica e sta dividendo le persone".

## Premio papale "Pro Ecclesia et Pontifice"
Nel 2000, l'arcivescovo Roberto González Nieves di San Juan (Porto Rico), ha eseguito una visita apostolica di EWTN. Nieves ha determinato che aveva tre problemi distinti: la sua proprietà effettiva, il diritto del monastero associato a donare proprietà a EWTN e, poiché non era mai stata eletta, l'autorità di Madre Angelica. Successivamente la questione è stata risolta quando, nel 2009, la Santa Sede ha conferito direttamente la Croce pro Ecclesia et Pontifice a Madre Angelica e ai leader dell'EWTN per esprimere gratitudine per il loro servizio alla Chiesa.

## Telespettatori
EWTN è la più grande rete mediatica religiosa del mondo, e rivendica un raggio d'azione di un quarto di miliardo di persone in 140 paesi. La rete è priva di rating negli Stati Uniti, anche se vari articoli citano milioni di spettatori che la guardano ogni mese. Su YouTube e altre piattaforme di social media, EWTN ha più di 1.000.000 di follower attivi e visualizzatori online. EWTN è anche disponibile on demand sui servizi di streaming Roku, Kindle e Apple TV. Il sito Internet di EWTN è visto 3-4 milioni di volte al mese, secondo SimilarWeb. Negli Stati Uniti, EWTN è disponibile attraverso la maggior parte dei provider via cavo e via satellite con una portata di circa 70 milioni di famiglie. EWTN ha registrato un fatturato annuo di $ 60.084.643 nel 2016, e detiene una valutazione positiva dell'86% attraverso Charity Navigator.

## Lista dei programmi
- EWTN News Nightly, dal lunedì  al venerdì
- The Journey Home - con Marcus Grodi, il lunedì
- Threshold of Hope - con P. Mitch Pacwa, SJ, il martedì
- EWTN Live - con P. Mitch Pacwa, SJ, il mercoledì
- The World Over Live - con Raymond Arroyo, il giovedì
- Life on the Rock - con P. Mark Mary e Doug Barry, il venerdì
- The Daily Mass, tutte le mattine
- Sunday Mass, la domenica mattina
- Benedictions and Devotions, di domenica
- The Holy Rosary with Mother Angelica
- The Holy Rosary in the Holy Land
- At Home with Jim and Joy - con Jim e Joy Pinto
- Web of Faith - con P. John Trigilio e P. Robert Levis
- Sunday Night Prime - con P. Andrew Apostoli, CSSR, la domenica sera
- EWTN Bookmark - con Doug Keck
- Mother Angelica Live Classics
- EWTN Religious Catalogue
- Angel Force - con LaHood Family
- The Knights of St. Michael- con LaHood Family
- My Little Angels
- We Are Catholic
- My Catholic Family
- The Carpenter's Shop
- Adventures in Odyssey
- The Joy of Music - con l'organista concertista Diane Bish
- Pope Fiction - con Patrick Madrid
- Christ in the City con P. George Rutler
- Pequeño Jesús
- Now That We Are Catholic
- Jesus Christ - True God / True Man - con Raymond D'Souza
- G. K. Chesterton: Apostle of Common Sense - con Dale Ahlquist
- Household of Faith - con Kristine Franklin e Rosalind Moss
- The Abundant Life - con Johnette Benkovic
- Does the Church Still Teach This? - con P. Shannon Collins, FME
- Catholics Coming Home - con il Mons. Frank E. Bognanno
- Defending Life - con P. Frank Pavone e Janet Morana
- Forgotten Heritage - con P. Owen Gorman e P. John Hogan
- Catholicism on Campus - con il Mons. Stuart Swetland
- Finding God through Faith and Reason - con P. Robert Spitzer, SJ, Ph. D.
- The Pure Life - con Jason Evert e Crystallina Evert
- Crash Course in Catholicism - con P. John Trigilio e P. Ken Brighenti
- The Quest for Shakespeare - con Joseph Pearce
- Reasons For Our Hope - con Rosalind Moss
- Council of Faith: The Documents of Vatican II - con P. John Trigilio
- Council of Faith: The Post-Consiliar Documents - con P. John Trigilio
- Super Saints - con Bob e Penny Lord[30]
- The Friar
- Genesis to Jesus - con Scott Hahn e Rob Corzine